# Thorsten Tönnies
Thorsten Tönnies (* 13. März 1991 in Lohne) ist ein deutscher Fußballspieler. Er steht bei Blau-Weiß Lohne unter Vertrag.

## Karriere

### Vereine
Tönnies begann in der Jugend seines Heimatvereins Blau-Weiß Lohne und spielte dort bis 2007. Im Alter von 16 Jahren wechselte er in die Juniorenabteilung von Werder Bremen und lief in der Saison 2007/08 für die B-Junioren in der U-17-Bundesliga auf. Er kam auf 22 Einsätze, in denen er sechs Treffer erzielte.
In den folgenden zwei Spielzeiten war er für das U-19-Team der Bremer in der A-Junioren-Bundesliga aktiv und wurde in insgesamt 52 Spielen eingesetzt, in denen er ein Tor schoss. In der Saison 2008/09 gewannen die Bremer die Staffel Nord/Nordost, scheiterten dann jedoch im Halbfinale am späteren deutschen Meister 1. FSV Mainz 05.
Im Laufe der Saison 2009/10 stand er im September bzw. Oktober 2009 in den Spielen gegen den FC Carl Zeiss Jena und VfB Stuttgart II im Kader der U-23-Mannschaft der Bremer, kam jedoch vorerst zu keinem Einsatz in der 3. Liga. Zur Saison 2010/11 rückte er fest in die zweite Mannschaft auf. Sein Profi-Debüt gab er am 21. August 2010 (5. Spieltag) bei der 0:2-Niederlage gegen Hansa Rostock, als er in der 82. Minute für Lennart Thy eingewechselt wurde.
Dies blieb sein einziger Einsatz in der 3. Liga und er verließ den Verein daraufhin am Ende der Saison. Zur Spielzeit 2011/12 wechselte er ablösefrei in die fünftklassige Oberliga Niedersachsen zum BSV Rehden, bei dem er einen Ein-Jahres-Vertrag unterschrieb und mit dem er in die Regionalliga Nord aufstieg. Im Sommer 2012 wurde sein Wechsel zum Regionalliga-Konkurrenten VfB Oldenburg bekannt. Mit dem VfB erreichte er in der Saison 2013/14 Platz 3 und in der Saison 2015/16 Platz 2 der Regionalligaabschlusstabelle. Zur Saison 2018/2019 wechselte der Mittelfeldspieler zum Ligakonkurrenten SSV Jeddeloh. Dort kam er auf insgesamt 64 (von 68 möglichen) Liga- und 4 Pokalspiele; die Spielzeiten 2019/20 und 2020/21 der Regionalliga wurden jeweils wegen der COVID-19-Pandemie abgebrochen.
Bereits Mitte Februar 2021 wurde die Rückkehr zu seinem Jugendverein Blau-Weiß Lohne in die Oberliga Niedersachsen vereinbart. Tönnies unterschrieb dort einen Vertrag mit einer Laufzeit von drei Jahren.

### Nationalmannschaft
Am 27. Mai 2009 debütierte er beim 3:3 gegen Portugal im Trikot der deutschen U-18-Nationalmannschaft. Bei einem internationalen Turnier in Lissabon, für das er nachnominiert wurde, kam er neben seinem Debüt zu weiteren Einsätzen gegen die USA und Finnland.
Am 7. September 2009, beim 1:0-Erfolg über Belgien, spielte er erstmals für die U-19-Nationalmannschaft.